# امامزاده شاه زیار
امامزاده شاه زیار مربوط به دوره صفوی است و در شهرستان کهگیلویه، روستای مندان واقع شده و این اثر در تاریخ ۲ آبان ۱۳۸۲ با شمارهٔ ثبت ۱۰۵۸۳ به‌عنوان یکی از آثار ملی ایران به ثبت رسیده است.